# Vildmosegaard
Vildmosegaard er en lille hovedgård, som er dannet ved Tørlægning af de 4 Søer i Lille Vildmose, Møllesø, Birkesø, Toftesø og Lillesø i 1760 af lensgreve A.G. Moltke. Gården ligger i Mou Sogn, Fleskum Herred, Aalborg Kommune, Region Nordjylland (tidligere Sejlflod Kommune, Ålborg Amt). Hovedbygningen er opført i 1768.
Vildmosegaard Gods er på 153 hektar.

## Ejere af Vildmosegaard
- (1700-1759) Kronen
- (1759-1762) Adam Gottlob lensgreve Moltke
- (1762-1782) Heinrich Carl lensgreve Schimmelmann
- (1782-1831) Heinrich Ernst lensgreve Schimmelmann
- (1831-1833) Joseph Frederik Carl lensgreve Schimmelmann
- (1833-1885) Ernst Conrad Ditlev Carl Josph lensgreve Schimmelmann
- (1885-1922) Carl Gustav Ernst lensgreve Schimmelmann
- (1922-1936) Heinrich Carl lensgreve Schimmelmann
- (1936-1956) Den Danske Stat
- (1956-1960) P.J. Rasmussen
- (1960-1962) P.J. Rasmussen / Aage L. Rytter
- (1962-1975) P.J. Rasmussen
- (1975-1998) Poul Brock Didriksen
- (1998-2006) Sejlflod Kommune
- (2007-) Aalborg Kommune